# Dan Miller (Politiker, 1942)

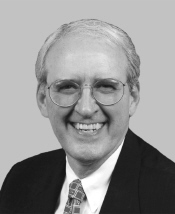
Dan Miller

Daniel „Dan“ Miller (* 30. Mai 1942 in Highland Park, Wayne County, Michigan) ist ein US-amerikanischer Politiker. Zwischen 1993 und 2003 vertrat er den Bundesstaat Florida im US-Repräsentantenhaus.

## Werdegang
Noch während seiner Kindheit kam Dan Miller nach Florida. Er besuchte bis 1960 die Manatee High School in Bradenton. Danach studierte er bis 1964 an der University of Florida in Gainesville, dann bis 1965 an der Emory University in Atlanta und schließlich bis 1970 an der Louisiana State University in Baton Rouge. Danach lehrte er an der Georgia State University in Atlanta und der University of South Florida in Sarasota. Zusammen mit seinem Vater und seinem Bruder betrieb er auch ein Restaurant und ein Pflegeheim. Außerdem arbeitete er in der Immobilienbranche.
Politisch wurde Miller Mitglied der Republikanischen Partei. Bei den Kongresswahlen des Jahres 1992 wurde er im 13. Wahlbezirk von Florida in das US-Repräsentantenhaus in Washington, D.C. gewählt, wo er am 3. Januar 1993 die Nachfolge von Porter Goss antrat. Nach vier Wiederwahlen konnte er bis zum 3. Januar 2003 fünf Legislaturperioden im Kongress absolvieren. Miller war Mitglied im Haushaltsausschuss und im Committee on Government Reform and Oversight sowie in einigen Unterausschüssen.
Im Jahr 2002 verzichtete er auf eine erneute Kandidatur. Seither hat er kein höheres politisches Amt mehr bekleidet.